# Клан Даррох
Клан Даррох (шотл. - Clan Darroch, гельск. - Clann Domhnuill Riabhaich) - клан Довнулл Ріавах - один з кланів рівнинної частини Шотландії - Лоуленду. Крім рівнинної частини Шотландії клан володів землями і в гірській частині Шотландії - в Гайленді, зокрема на Гебридських островах. 
Гасло клану: Be Watchful - Будьде пильні 
Землі клану: Юра, Айслей (Айл), Стірлінг
Вождь клану: капітан Дункан Даррох Гаврок (шотл. - Captain Duncan Darroch Gourock)

## Історія клану Даррох

### Походження клану Даррох
Назва клану Даррох походить від гельської назви Мак Дара - «син дуба». З давніх часів клан жив на землях біля Стірлінга. вважається, що назва клану територіальна - походить від землі Даррох, що недалеко від Фалкірку, де колись був дубовий гай. Це знайшло відображення в гербі вождя клану: на срібному щиті зображені три дуба. 
Є версія, що виникла у західному Гайленді. Згідно з цією версією назва клану походить від гельської назви Дах Ріабах (гельск. - Dath Riabhach) - «смугасті», що в свою чергу виникло від назви Мак Ілле Ріабах (гельск. - Mac 'Ille Riabhach) - «сини смугастого». Але історик та етимолог Джордж Фрейзер Блек (шотл. - George Fraser Black) вважає цю версію надуманою. Нинішня лінія вождів клану, що визнається герольдами Шотландії та лордом Лева, стверджує, що назва походить від гельської назви МакІллерех (гельск. - McIlliriech), що виникла в місцевості Юра. 

### Даррох Стірлінг
Про цю гілку клану історичні документи повідомляють мало. У 1406 році в Стірлінгу жив Джон Даррох. Пізніше, в 1445 році Джон Даррах де Крус (шотл. - John Darach de Cruce) згадується в історичних документах, і, можливо, він же був комісаром парламенту Шотландії від жителів Стірлінга. Він фігурує в документах як Джон Даррав (шотл. - John Darraugh). У 1462 році леді Маргарет Стюарт - дочка короля Шотландії Якова II мала в своєму оточенні медичну сестру. Її звали Маріот Дарравх (шотл. - Mariote Darrauch). Маріон Даррох зі Стіррлінга мала в 1471 році земельний конфлікт - вона протестувала проти відчуження річної орендної плати за землю, яка належала їй по праву власності. У 1477 році Якоб Даррох фігурує в грамотах щодо земельної власності на землях Стірлінг та Кейр. Клан Даррох фігурує в різних документах 1450 - 1477 років. Переважно ці документи стосуються власності на землю в місцевості Стірлінг. 

### Клан Даррох з Внутрішніх Гебрид
Люди з клану Даррох здавна жили на Внутрішніх Гебридах, особливо на островах Айла та Юра. Тут вони були васалами могутнього клану МакДональд. Ці люди з клану Даррох були відомі як клан Довнулл Ріабайх (гельск. - Clann Domhnuill Riabhaich). Ця назва походить від гельскої назви Дах Ріабах (гельск. - dath riabhach) - «смугастий», «тигровий». Цим вони відрізнялись від інших жителів острова Юра, яких називали Дах Буйде (гельск. - dath buidhe). Перша згадка про клан Даррох на Гербридах, або як ще його називали тоді клан Мік ілле Ріабайх (гельск. - Mic ille Riabhaich) датується 1623 роком. Тоді люди клану Даррох, що вже жили на Гебридах визнали своїм сюзереном Дональда МакДональда - І баронета Сліт. За це Дональд МакДональд пообіцяв клану Даррох захист і покровительство. З того часу вождя клану Даррох іменували МакІллрех (гельск. - McIllreich).

### XVIII - ХХ століття
Барони Говрок (гельск. - Gourock) походять від вождів клану МакІллрех Юра. Дункан Даррох, що народився на острові Юра, імовірно, на початку 18-го століття, оселився на Ямайці. Там він розбагатів, володів значною нерухомістю і процвітав. Але він вирішив повернутися до своєї рідної землі - Шотландії, і в 1784 році придбав землі та баронство Говрок в Стюартів з Кастлмілк. Він отримав титул вождя цього давнього клану і згодом лорд Лева визнав його вождем клану МакІллрех. Він одружився з дочкою багатого купця Грінок в 1791 році, один з його синів, Дункан піднявся до рангу генерал-лейтенанта у Гленгаррі Фенкіблс. Його старший син, що також мав ім’я Дункан став III бароном Говрок (гельск. - Gourock). Він також одружився з дочкою багатого купця - лерда Ферлі з Ейрширу. Саме з цього часу була прийнята сімейна традиція іменування спадкоємця вождя клану "Дункан".
Північні маєтки Торрідон у Росс-Ширі були придбані четвертим бароном Говрок в 1873 році. Два давніх шотландських клани - Даррох та Макінтош поєдналися в результаті шлюбу Маргарет Даррох Говрок з Лахланом Макінтошем - вождем клану Макінтош. Пізніше вона написала і опублікувала історію клану Макінтош.
VI барон Говрок обрав військову кар'єру, служив в полку горян Аргайла та Сазерленда під час двох світових війн. Він належав до Королівського товариства лучників. Його син нині є вождем клану Даррох. 